# Ulises burlando a Polifemo
Este cuadro es de Ulises 
Ulises burlando a Polifemo (en inglés, Ulysses Deriding Polyphemus) es un cuadro del pintor romántico británico Joseph Mallord William Turner. Se trata de un óleo sobre lienzo que mide 133 centímetros de alto por 203 centímetros de ancho. Actualmente se conserva en la National Gallery de Londres (Reino Unido).
Se trata en este cuadro un tema de la Odisea de Homero. Ulises, con sus compañeros, cayó prisionero del cíclope Polifemo. Gracias a su ingenio, Ulises logra burlar al cíclope y cegarle su único ojo. Turner representa el momento en el que los marineros, después de haber huido del Cíclope, se alejan en una barca y se burlan del enemigo derrotado.
En el centro del cuadro campea la gran nave de Ulises, mientras Polifemo parece una gran nube en el horizonte.
Turner demuestra aquí su gran dominio de la luz y el color. Alterna tonos fríos (azules) y cálidos (dorados). El sol baña toda la escena.
El crítico John Ruskin consideraba esta obra como el cuadro central en la carrera de Turner, por su técnica perfecta.